# ブレイヴ・ニュー・ワールド (アイアン・メイデンのアルバム)
『ブレイヴ・ニュー・ワールド』(Brave New World)は、アイアン・メイデンの12枚目のスタジオアルバム。2000年5月31日に発売された。

ヴォーカルにブルース・ディッキンソン、ギターにエイドリアン・スミスが復帰し、6人編成になっての記念すべきアルバム。

## 収録曲
1. ザ・ウィッカー・マン - The Wicker Man (Smith/Harris/Dickinson) [4:36]
2. 死界への誘い - Ghost Of The Navigator (Gers/Dickinson/Harris) [6:50]
3. ブレイヴ・ニュー・ワールド - Brave New World (Murray/Harris/Dickinson) [6:18]
4. ブラッド・ブラザーズ - Blood Brothers (Harris) [7:14]
5. ザ・マーシネリー - The Mercenary (Gers/Harris) [4:42]
6. ドリーム・オブ・ミラーズ - Dream Of Mirrors (Gers/Harris) [9:21]
7. ザ・フォールン・エンジェル - The Fallen Angel (Smith/Harris) [4:00]
8. 伝説の遊牧民 - The Nomad (Murray/Harris) [9:05]
9. アウト・オブ・ザ・サイレント・プラネット - Out Of The Silent Planet (Gers/Dickinson/Harris) [6:25]
10. ザ・シン・ライン・ビトウィーン・ラヴ・アンド・ヘイト - The Thin Line Between Love & Hate (Murray/Harris) [8:26]

## 参加ミュージシャン
- スティーヴ・ハリス Steve Harris - ベース、ヴォーカル
- ブルース・ディッキンソン  Bruce Dickinson - リード・ヴォーカル
- デイヴ・マーレイ Dave Murray - ギター
- ヤニック・ガーズ Janick gers - ギター
- エイドリアン・スミス Adrian Smith - ギター、ヴォーカル
- ニコ・マクブレイン  Nicko McBrain - ドラムス